# Marta del Riego Anta
Marta del Riego Anta (La Bañeza, 1970) es una escritora, periodista y docente española.

## Trayectoria
Nacida en La Bañeza (Provincia de León), estudió Periodismo en la Universidad Complutense de Madrid (UCM) y completó un máster en Periodismo en la Universidad Autónoma de Madrid, en colaboración con el diario El País. Desde 2017, se dedica a la comunicación cultural y es profesora de periodismo en Universidad CEU San Pablo, donde en 2021, obtuvo el título de doctora con mención cum laude con una tesis titulada Nuevo periodismo latinoamericano: el género del perfil en Leila Guerriero, donde analiza la obra de la escritora, periodista y editora argentina Leila Guerriero.
A lo largo de su carrera, ha residido en ciudades como Londres y Berlín, trabajando como corresponsal y periodista freelance para medios como El Mundo, SFB4 Multikulti y Deutsche Welle. En España, ha trabajado para el periódico El País, revistas como Marie Claire, Viajes de National Geographic, Telva y SModa, y para medios como Canal Plus. Fue parte del equipo fundador de la edición española de Vanity Fair (Condé Nast), donde trabajó como redactora jefa durante una década. Escribe columnas para el periódico leonés La Nueva Crónica, además de colaborar en la revista literaria Zenda.

### Trayectoria literaria
Del Riego publicó su primera novela, Solo los tontos creen en el amor, en 2010. Posteriormente, lanzó Sendero de frío y amor en 2013, un thriller intimista ambientado en un entorno rural, seguido por Mi nombre es Sena en 2016, que narra la historia de una española en el Berlín del año 2000. En 2020, presentó Pájaro del Noroeste, que aborda temas como el desarraigo y la vuelta al mundo rural a través de la historia de una mujer que regresa a su pueblo natal. También incursionó en la poesía con Flores de sangre sobre la hierba, publicado en 2022, una obra que refleja el diario de una mujer rural.
En 2025, publicó Cordillera, una novela ambientada en la Cordillera Cantábrica que explora el conflicto entre conservacionistas y ganaderos por el territorio, en un entorno marcado por la lucha por la supervivencia y la presencia de la naturaleza.
En el ámbito del ensayo, ha coescrito junto a su hermano Ángel del Riego Anta La Biblia Blanca. Historia Sagrada del Real Madrid en 2018 y Historia íntima del Bernabéu en 2023, libros que han tenido notable recepción entre aficionados del club de fútbol Real Madrid y, por extensión, del Estadio Santiago Bernabéu. En 2019, publicó la guía literaria de viajes Berlín ilustrada por Jorge Arranz.

## Obra

### Literatura
- 2010 – Solo los tontos creen en el amor (novela). Esencia, Planeta. ISBN 9788408089285
- 2013 – Sendero de frío y amor (novela). Suma
- 2016 – Mi nombre es Sena (novela). Harper Collins
- 2020 – Pájaro del Noroeste (novela). AdN Editorial Grupo Anaya ISBN 9788413620558
- 2022 – Flores de sangre sobre la hierba (poemario). Eolas ISBN 9788419453259
- 2022 – Cara de boba (relato, en Contamos todas. Veintinueve narradoras de cuento de Castilla y León). Castilla Ediciones
- 2025 – Cordillera (novela). AdN Editorial Grupo Anaya. ISBN 9788410138681

### Ensayo
- 2018 – La Biblia Blanca. Historia sagrada del Real Madrid (ensayo). Con Ángel del Riego Anta. Roca, Penguin ISBN 9788494616693
- 2019 – Berlín (guía literaria de viaje). Tinta Blanca ISBN 9788494989476
- 2023 – Historia íntima del Bernabéu (ensayo). Con Ángel del Riego Anta. La Esfera de los Libros. ISBN 9788413845722[22]